# Bokel (Rendsburg-Eckernförde)
Pour les articles homonymes, voir Bokel.
Bokel est une commune allemande de l'arrondissement de Rendsburg-Eckernförde, Land de Schleswig-Holstein.

## Géographie
|            | Emkendorf |                |
| Jevenstedt | Bokel     | Groß Vollstedt |
|            | Brammer   | Ellerdorf      |

La ligne de Neumünster à Flensbourg traverse le territoire de la commune.

## Histoire
Bokel est mentionné pour la première fois au milieu du XIIIe siècle sous le nom de Boclo.
Le monument au centre du village rend hommage à trois soldats allemands morts dans l'accident de leur Messerschmitt Bf 110 pendant la Seconde Guerre mondiale.